# Gen V
Gen V é uma série de super-heróis americana desenvolvida por Craig Rosenberg, Evan Goldberg e Eric Kripke como um spin-off da série The Boys, de Kripke, e baseada nas histórias em quadrinhos de The Boys, mais especificamente no arco "We Gotta Go Now", de Garth Ennis e Darick Robertson. A série é o terceiro lançamento da franquia de The Boys, que além da série principal, também inclui a série animada The Boys Presents: Diabolical.
A série, que se passa entre a terceira e a quarta temporada de The Boys, foi lançada na Amazon Prime Video em 29 de setembro de 2023. Em outubro de 2023, menos de um mês após a estreia, a série foi renovada para uma segunda temporada.

## Premissa
A série explora super-heróis jovens-adultos que são levados a seus limites físicos e morais ao competirem na classificação de melhores alunos da Universidade Godolkin, comandada pela empresa Vought International. Esses super-heróis fazem parte da primeira geração a saber que seus poderes são frutos da Vought.
A personagem Marie Moreau (Jaz Sinclair) tem o peculiar poder de controlar seu próprio sangue, podendo utilizá-lo como uma arma, e o sonho de ingressar os Sete, o grupo de super-heróis mais poderosos do mundo. Porém, uma série de escândalos surgem na faculdade e Marie, junto de outros colegas da Godolkin, devem aprender a lidar com eles enquanto descobrem seus poderes.

## Personagens

### Principais
- Marie Monreau (Jaz Sinclair) tem o poder de controlar o próprio sangue, podendo transformá-lo numa arma. Ela é caloura na Universidade Godolkin e tem o sonho de se juntar à equipe dos Sete.
- Andre Anderson (Chance Perdomo) tem a habilidade de controlar metal. É aluno veterano e um dos mais populares na Universidade. É o melhor amigo de Luke.
- Emma Meyer / Grilinha (Lizze Broadway) pode ficar superpequena. Ela é colega de quarto e aliada de Marie.
- Cate Dunlap (Maddie Phillips) é uma super-heroína com poderes psíquicos. Uma das alunas mais populares, ela é namorada de Luke.
- Jordan Li (London Thor e Derek Luh) é um personagem que consegue mudar seu sexo. Na forma masculina, Jordan é invulnerável a ataques, e na forma feminina, Jordan consegue lançar raios de energia. É assistente do professor Brink.
- Sam Riordan (Asa Germann) tem super-força e invulnerabilidade. No começo da série, ele é trancafiado numa sala de controle de super-heróis.
- Indira Shetty (Shelley Conn) é a reitora da Universidade Goldokin e antiga terapeuta. Ela não tem super-poderes.

### Recorrentes
- Luke Riordan / Golden Boy (Patrick Schwarzenegger) é o irmão mais velho de Sam e o aluno mais popular da Universidade, com o poder de controlar o fogo.
- Justine (Maia Jae Bastidas) é uma influencer que participa da Escola de Artes Cênicas da Universidade.
- Jeff (Daniel Beirne) é o administrador de social media da Universidade.

### Convidados
- Malcolm Moreau (Ty Barnett)
- Jackie Moreau (Miata Ada Lebile)
- Rufus (Alexander Calvert)
- Liam (Robert Bazzocchi)
- Vanessa (Alex Castillo)
- Richard Brinkerhoff (Clancy Brown)
- Adam Bourke (P. J. Byrne)
- Polaridade (Sean Patrick Thomas)
- Dr. Edison Cardosa (Marco Pigossi)
- Courtenay Fortney (Jackie Tohn)
- Cameron Coleman (Matthew Edison)
- Kayla Li (Laura Kai Chen)
- Paul Li (Peter Kim)
- Robert Vernon (Derek Wilson)

### Convidados especiais
- Madelyn Stillwell (Elisabeth Shue)
- Reggie Franklin / Trem-Bala (Jessie Usher)
- Ashley Barrett (Colby Minifie)
- Kevin Moskowitz / Profundo (Chace Crawford)
- Victoria Neuman (Claudia Doumit)
- Ben / Soldier Boy (Jensen Ackles)

## Episódios
| N.º | Título                                                         | Dirigido por    | Escrito por                                  | Lançamento             |
| --- | -------------------------------------------------------------- | --------------- | -------------------------------------------- | ---------------------- |
| 1   | "God U" "Universidade Godolkin"                                | Nelson Cragg    | Craig Rosenberg, Evan Goldberg e Eric Kripke | 29 de setembro de 2023 |
| 2   | "First Day" "Primeiro Dia"                                     | Nelson Cragg    | Zak Schwartz e Brant Englestein              | 29 de setembro de 2023 |
| 3   | "#ThinkBrink" "#LembredoBrink"                                 | Philip Sgriccia | Erica Rosbe                                  | 29 de setembro de 2023 |
| 4   | "The Whole Truth" "A Verdade Toda"                             | Steve Boyum     | Jessica Chou                                 | 6 de outubro de 2023   |
| 5   | "Welcome to the Monster Club" "Bem-Vindos ao Clube do Monstro" | Clare Kilner    | Lex Edness                                   | 13 de outubro de 2023  |
| 6   | "Jumanji"                                                      | Rachel Goldberg | Lauren Greer                                 | 20 de outubro de 2023  |
| 7   | "Sick" "Vírus"                                                 | Shana Stein     | Chelsea Grate                                | 27 de outubro de 2023  |
| 8   | "Guardians of Godolkin" "Guardiões da Godolkin"                | Sanaa Hamri     | Brant Englestein                             | 3 de novembro de 2023  |

## Produção

### Desenvolvimento
Em 20 de setembro de 2020, um spin-off de The Boys foi anunciado, com Craig Rosenberg servindo como roteirista e produtor executivo da série, junto com nomes como Eric Kripke, Seth Rogen, Evan Goldberg, James Weaver, Neal H. Moritz, Pavun Shettym Michaela Starr, Garth Ennis, Darick Robertson, Sarah Carbiener, Erica Rosbe, Aisha Porter-Christie, Judalina Neira e Zak Schwartz. Em 27 de setembro de 2021, a Amazon aprovou a série, Michele Fazekas e Tara Butters foram anunciadas como showrunners e produtoras executivas. Em 2 de outubro de 2020, Eric Kripke afirmou que a série derivada se inspiraria na franquia Jogos Vorazes e focaria na equipe G-Team, que foi mencionada na primeira temporada de The Boys, inicialmente criada como uma paródia dos X-Men da Marvel Comics para o quarto volume da série de histórias em quadrinhos de Garth Ennis e Darick Robertson: "We Gotta Go Now", na qual a série é vagamente inspirada.
Em 5 de janeiro de 2023, foi anunciado que em breve seria criada uma sala de roteiro para uma potencial segunda temporada, que seria liderada por Michele Fazekas, que também se tornou a única showrunner da série depois que Tara Butters se afatou.

### Elenco
Em 11 de março de 2021, Lizze Broadway e Jaz Sinclair foram elencadas para a série. Em 19 de março, Shane Paul McGhie, Aimee Carrero e Maddie Phillips foram elencadas. Em 15 de abril de 2021, Reina Hardesty foi elencada para a série. Em 10 de março de 2022, Carrero e McGhie saíram da série. Poucos dias depois, Chance Perdomo se juntou ao elenco principal, substituindo McGhie. Em 25 de abril de 2022, Hardesty deixou a série. Em 9 de maio de 2022, London Thor foi anunciada para substituir Hardesty. Derek Luh, Asa Germann e Shelley Conn também se juntaram ao elenco regular da série. Dois dias depois, Patrick Schwarzenegger, Sean Patrick Thomas e Marco Pigossi foram elencados para papéis recorrentes. Em novembro de 2022, Clancy Brown se juntou ao elenco como Richard Brinkerhoff. Em dezembro de 2022, Jessie Usher, Colby Minifie e P. J. Byrne foram confirmados para reprisar seus papéis em The Boys, como convidados especiais. Em setembro de 2023, Derek Wilson foi confirmado para o papel de Robert Vernon. Chace Crawford também foi confirmado para reprisar seu papel como o super-herói Profundo, de The Boys. Em 22 de setembro de 2023, Jensen Ackles foi anunciado para reprisar seu papel em The Boys como Ben / Soldier Boy, por meio de uma participação especial.

### Filmagem
As filmagens para a série foram feitas no campus da Universidade de Toronto Mississauga em maio de 2022 e na Reseva Natural de Claireville, em Brampton, em julho. Elas estavam marcadas para encerrar em outubro, sob o título provisório de The Boys Presents: Varsity. Em julho de 2022, foi anunciado que a série se chamaria oficialmente Gen V. Em setembro de 2022, membros do elenco anunciaram nas redes sociais que a produção havia se encerrado.